# Zetor
Zetor är en tjeckisk tillverkare av jordbruksmaskiner, grundat 1946 med säte i Brno. Sedan 2002 är den enda aktieägaren ett slovakiskt företag, HTC Holdings. 
Företaget tillverkar traktorer och traktorkomponenter som motorer och transmissioner. Zetor var den första tillverkaren som utvecklade och tillverkade säkerhetshytter till traktorer.
Zetor Crystal introducerades 1968, som världens första traktor från en stor tillverkare med vältsäker hytt och som därtill var ljuddämpad, uppvärmd samt skak- och vibrationsdämpad. Året därpå infördes i Sverige krav på vältsäker förarhytt.
Under sin 75-åriga historia har Zetor sålt över 1,3 miljoner traktorer. Under 2015 gick 86 procent av företagets totala produktion till utlandet.
För närvarande (2022) tillverkar Zetor sex modellserier. Utomlands har Zetor distributörer i bland annat Nordamerika, Storbritannien, Frankrike, Tyskland, Polen och Indien.

## Galleri

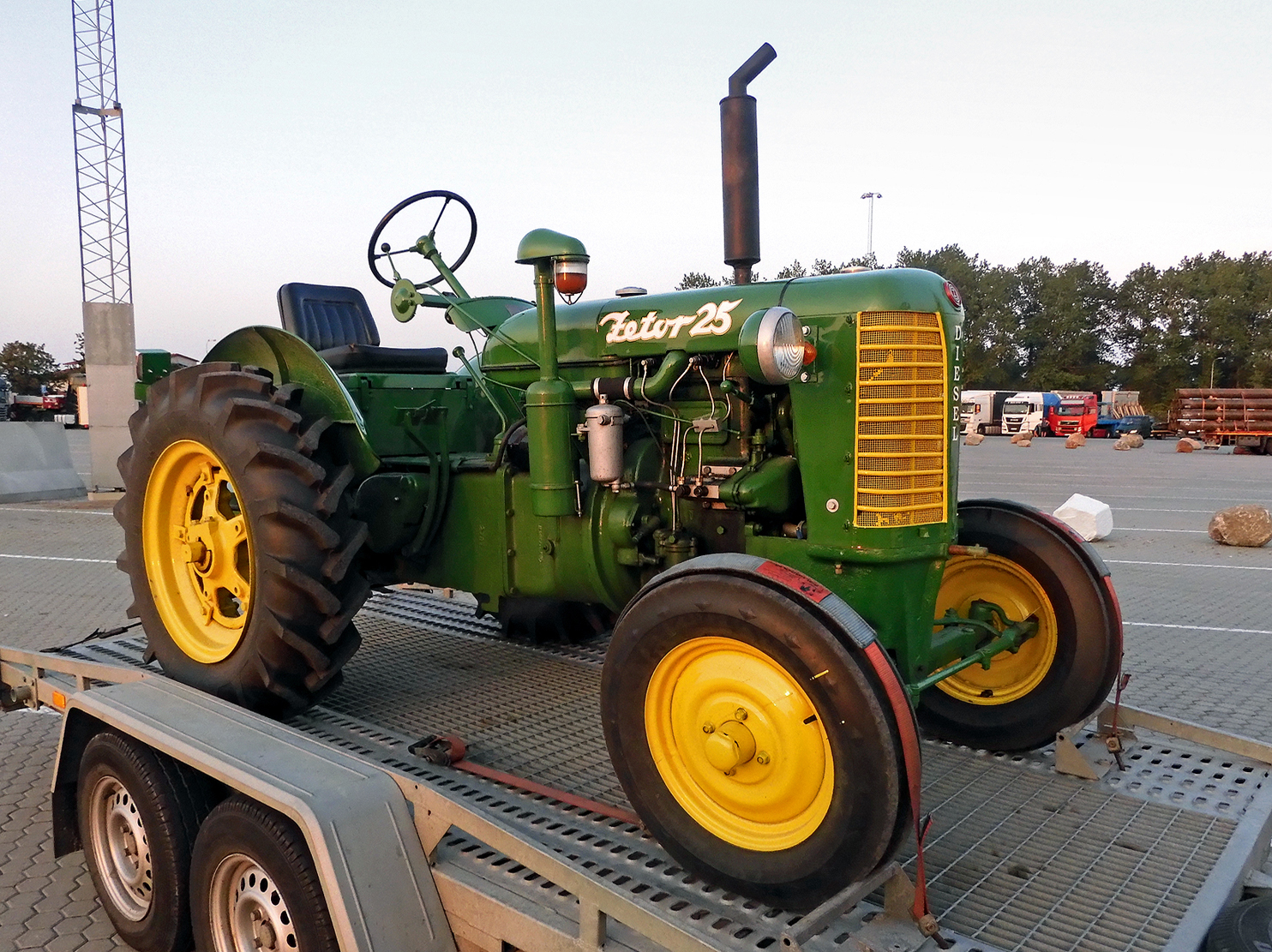
Zetor 25 producerad 1946-1949.
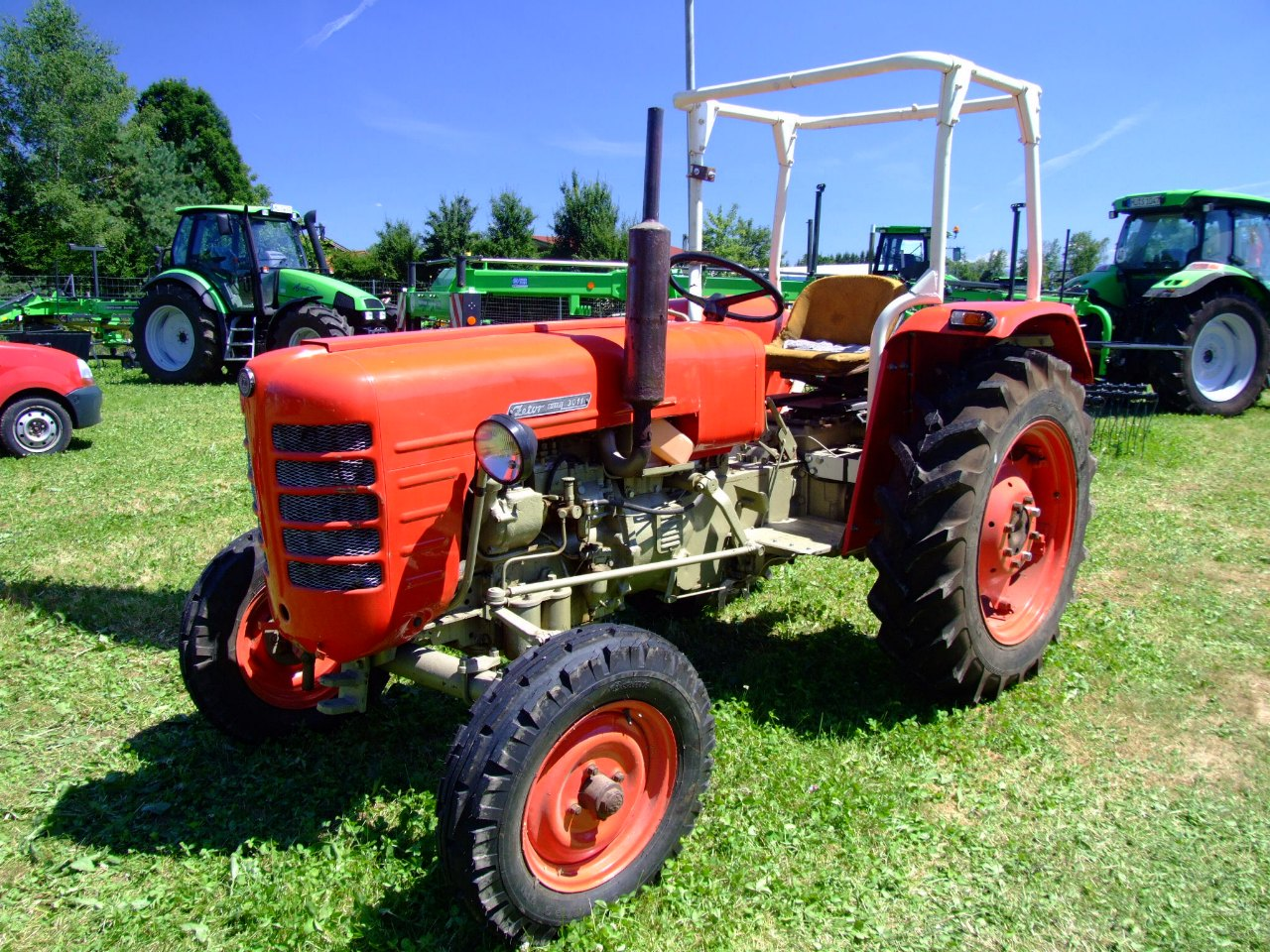
Zetor Diesel 3011 1964.
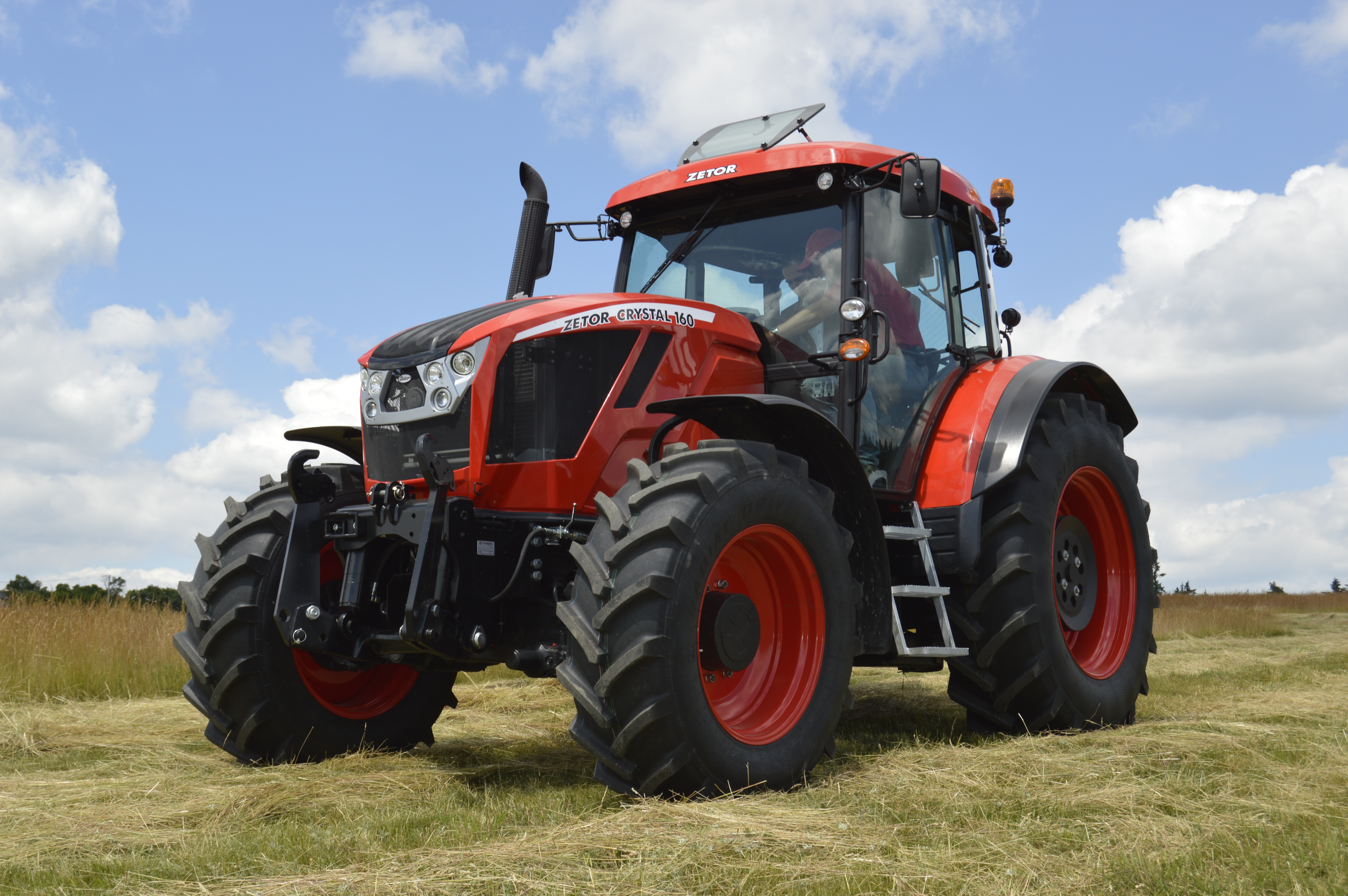
Zetor Crystal 160.
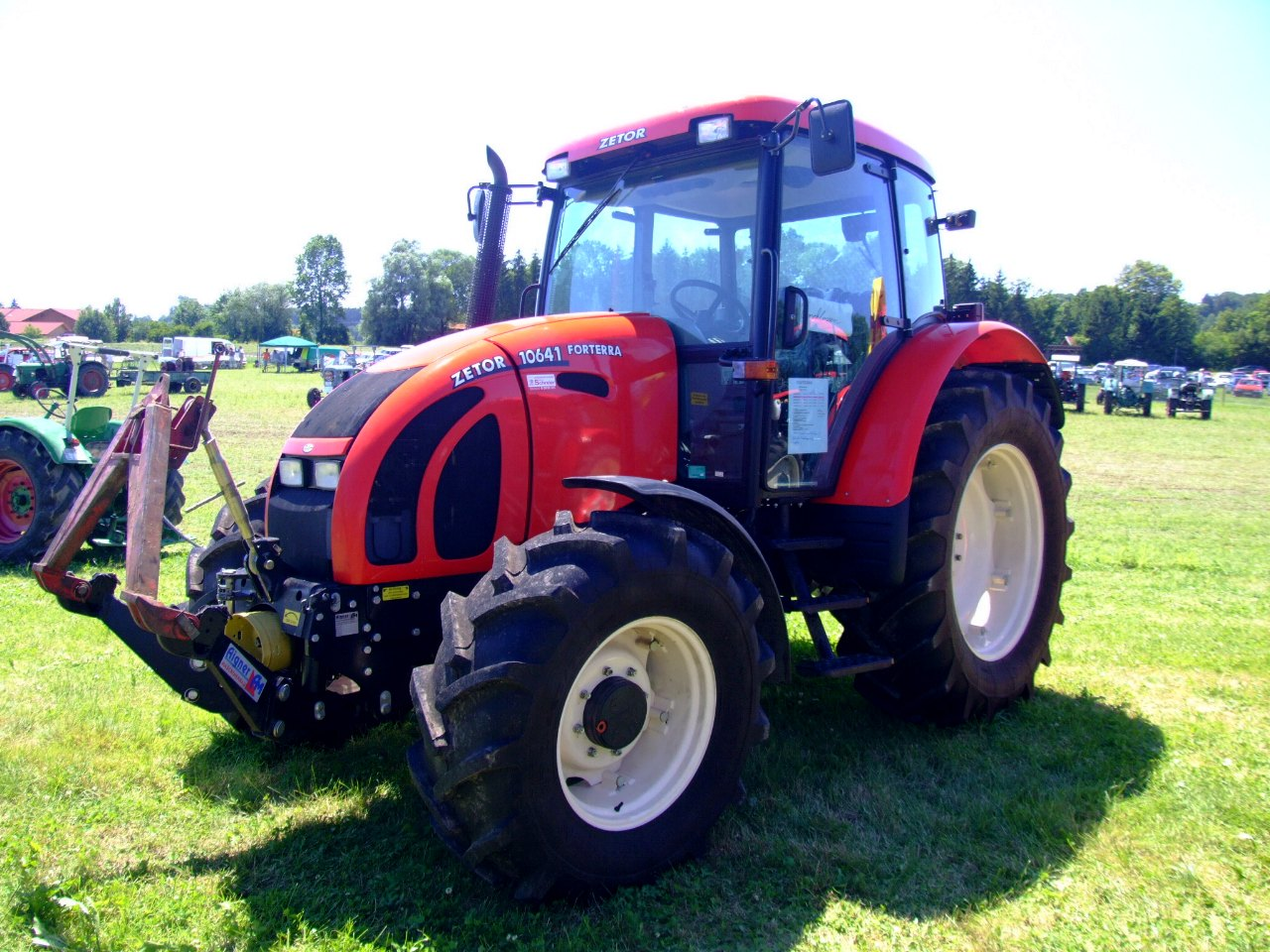
Zetor 10641 Forterra.
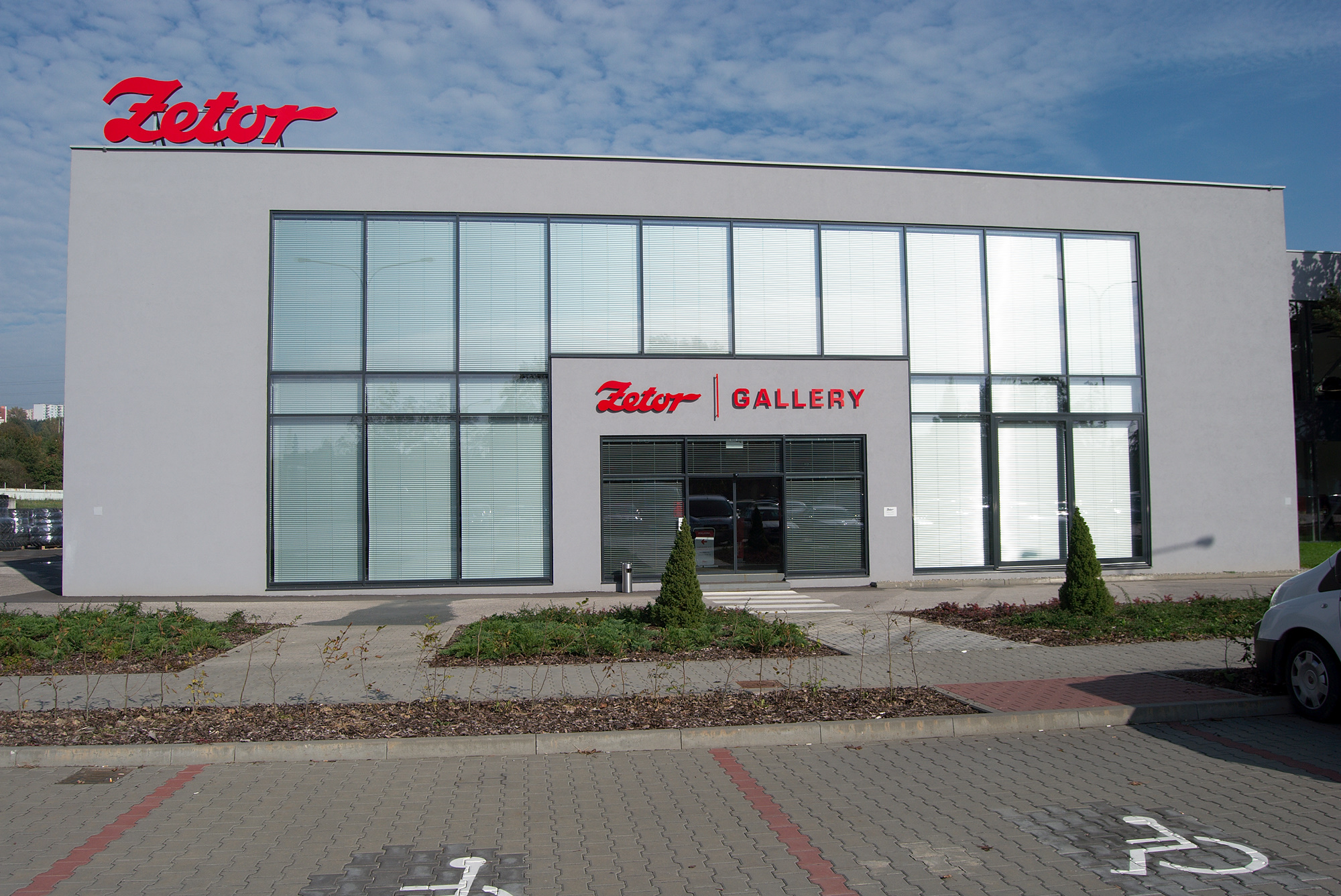
Zetor Museum.